# Baxter (Iowa)
Pour les articles homonymes, voir Baxter.
Baxter est une ville du  comté de Jasper, en Iowa, aux États-Unis. Elle est fondée en 1883 et incorporée le 13 décembre 1894.

## Source de la traduction
- (en) Cet article est partiellement ou en totalité issu de l’article de Wikipédia en anglais intitulé « Baxter, Iowa » (voir la liste des auteurs).